# Bratska, Nîjni Sirohozî
Bratska (în ucraineană Братська) este o comună în raionul Nîjni Sirohozî, regiunea Herson, Ucraina, formată numai din satul de reședință.

## Demografie
Componența lingvistică a comunei Bratska
     Ucraineană (92,52%)
     Rusă (5,69%)
Conform recensământului din 2001, majoritatea populației comunei Bratska era vorbitoare de ucraineană (92,52%), existând în minoritate și vorbitori de rusă (5,69%).